# アマベル・ヒューム＝キャンベル (初代ド・グレイ女伯爵)

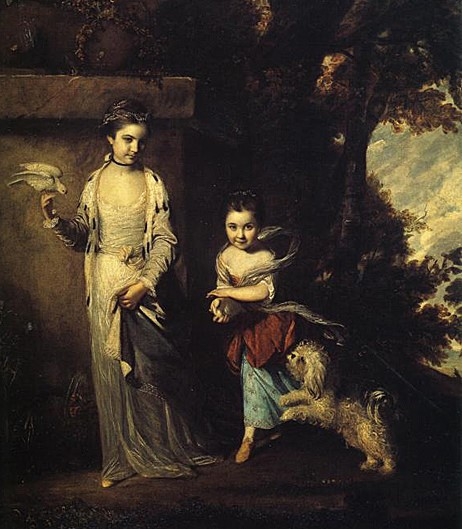
アマベル・ヒューム＝キャンベルと妹メアリー・ジェマイマ、ジョシュア・レノルズ作、1760年。

初代ド・グレイ女伯爵アマベル・ヒューム＝キャンベル（英語: Amabel Hume-Campbell, 1st Countess de Grey、旧姓ヨーク（Yorke）、1751年1月23日 - 1833年3月4日）は、イギリスの日記作者、政治作家。政治ではホイッグ党を支持しており、フランス革命に関する著作を残した。

## 生涯
1751年1月22日、第2代ハードウィック伯爵フィリップ・ヨークとジェマイマ・キャンベルの長女として生まれ、家庭（ベッドフォードシャーのレスト・パークか、ロンドンのセント・ジェームズ・スクエアにある邸宅とされる）で教育を受けた。5歳より本を好み、日記作者になった。ジョシュア・レノルズは1760年にアマベルの肖像画を描いており、この肖像画に基づく版画がロンドンの国立肖像画美術館に現存する。ジェームズ・バジアとアレクサンダー・コゼンスから芸術の手ほどきを受け、ジェームズ・ブレサートン（James Bretherton）より銅版画を学んだ（アマベルの絵画は大英博物館に現存する）。政治作家としても作品を残しており、ホイッグ党を支持したほか主にフランス革命について著述した 。
1797年1月10日に母ジェマイマが死去するとルーカス女男爵の爵位を継承、1816年10月5日にはド・グレイ女伯爵に叙された（妹メアリー・ジェマイマとその男系男子への残余権つき）。
1833年、ウェストミンスターで死去した。死後、4千以上の銅版画を大英博物館に寄贈、その多くが彼女自身によって集められたものとされる。

## 家族
1772年7月16日、初代ベリックのヒューム男爵アレクサンダー・ヒューム＝キャンベル（1750年 – 1781年、第3代マーチモント伯爵ヒュー・ヒューム＝キャンベルの息子）と結婚したが、2人の間に子供はいなかった。妹のメアリー・ジェマイマ（1757年 – 1830年）は第2代グランサム男爵トマス・ロビンソンと結婚しており、2人の間の長男トマスがド・グレイ伯爵を継承した。